# ウィ・ビロング・トゥゲザー
「ウィ・ビロング・トゥゲザー」（We Belong Together）は、アメリカ合衆国の歌手マライア・キャリーの楽曲。2005年のスタジオ・アルバム『MIMI』に収録のポップ/R&Bバラード楽曲で、2作目のリカット・シングル。楽曲製作とプロデュースは、マライア並びにジャーメイン・デュプリ、マニュエル・シール、ジョンテイ・オースティン。1980年代のR&Bとソウル・ミュージックにインスピレーションを受け製作された。
マライアのキャリアの中でも低迷期とされる2001年から2003年の期間を経てリリースされたこの楽曲はオーストラリア、クロアチア、フィリピン、南アフリカ共和国など世界中のチャートで1位に輝き、なかでもアメリカ合衆国の総合シングルチャートBillboard Hot 100では2005年に合計14週にもわたって第1位を獲得した（4週連続1位獲得の後、1週挟んでその後10週連続1位）。2005年のビルボード年間シングルチャートでも第1位を記録している。
アメリカ合衆国では、この楽曲はラジオエアプレイを繰り返し獲得。遂にはエアプレイの獲得数記録を更新し塗り替えるまでに特大ヒットし、批評家からも温かく迎えられた。同時に、この楽曲並びにこの楽曲の収録アルバム『MIMI』のワールドセールス1000万枚を超える特大ヒットによって、マライアは低迷期からの脱出も果たしている。2006年には、グラミー賞2部門を含む様々な音楽賞で受賞を果たした。また、2006年にビルボード主催の過去13年間で最も素晴らしい歌詞の曲の１位に選ばれたり、2009年12月に米ビルボードによる2000年代(過去10年間)のランキングでも1位となる。名実ともに、2000年代の音楽界を代表する曲である。

## 背景と楽曲製作
この楽曲は、収録アルバムの生産作業に支障をきたす程、ぎりぎりまで製作活動が行われた。アルバムの為の楽曲製作は、マライアのキャリア上、低迷期とされる2001年から2003年の間以降となる2004年に行われた。
その年の11月にはアルバムは完成していたが、アルバムをヒットに導けるようなポピュラーな楽曲の製作には至っていなかった。2004年当時アイランド・デフ・ジャムの経営幹部であったLA・リードは、マライアに対し、過去マライアのアルバムに携わっていたプロデューサーのジャーメイン・デュプリと共に録音スタジオ入りし、さらに楽曲製作活動を進めていくことを推奨した。
その後マライアは、デュプリのスタジオがあるジョージア州アトランタまで飛び、2日後には新たな収録曲「シェイク・イット・オフ」、「ゲット・ユア・ナンバー」の2曲を作り上げ、ニューヨークへと戻ったが、この時点ではまだ「ウィ・ビロング・トゥゲザー」は生まれていなかった。LA・リードは新たに製作されたアルバム収録曲候補の2曲を聴いて感銘を受け、マライアに対し断固たる意思のもと、アトランタに戻って更に楽曲製作を進めるべきだと提言した。
そしてマライアはまたアトランタまで飛び、デュプリ、マニュエル・シール、ジョンテイ・オースティンらと共に製作活動に入った。ここでようやく「ウィ・ビロング・トゥゲザー」は生まれ、さらに最初のリカット・シングルにもなる「イッツ・ライク・ザット」までもが生み出されることとなった。

## 楽曲の構成
「ウィ・ビロング・トゥゲザー」は、ヒップ・ホップとR&Bの影響を強く受けたポップバラードで、この楽曲はローランド・TR-808のバスドラムとハイハットによるドラムマシンが用いられている。これらはヒップ・ホップの楽曲の中で顕著に使用されている。
マライアはこの楽曲においてラップ風の歌唱法を用いており、この歌唱法は、マライアの飾り立てたメリスマチックな歌い方を止めるよう促してきた批評家からも賛同を得た。批評家のジェニファー・ヴィニヤードは、余力を持ち、控えめにアプローチするこの歌い方は、楽曲にパワーを与えている（逆に今までのような歌い方をしていたならば成功はあげられなかっただろう）とコメントしている。ヒップホップの他にも、この楽曲は1980年代のレトロ・ソウルを取り入れており、またボビー・ウーマックの1981年の楽曲「If You Think You're Lonely Now」、The Deeleの1987年の楽曲「Two Occasions」（ベイビーフェイスが客演で参加）にインスピレーションを受け製作された。

また、セカンド・ヴァースの
 並びに
の部分は上記2曲の歌詞を参考にしているため、「ウィ・ビロング・トゥゲザー」のクレジットには、原曲の楽曲製作者の記載と共にその旨が記載されている。
「ウィ・ビロング・トゥゲザー」は、ハ長調の4/4拍子というシンプルなアレンジで構成されている。この楽曲は一般的なヴァース‐コーラス形式の楽式になっており、歌詞中の主人公の感情の区分で3つのセッションに分類することができる。一つ目のセッションは、悲嘆に暮れ、観念した様子、2つ目のセッションは自暴自爆になり絶望、動揺している様子が、1オクターブの声で張り上げて歌う楽曲のクライマックスでもある最終セッションでは、 主人公の絶望が最高潮になるだけでなく、愛する人への強い思いが固まり、決意に変わる様子が描かれている。

## リミックス
マライアは、シングル化された楽曲をヒットさせるためにしばしば複数のリミックスを製作している。「ウィ・ビロング・トゥゲザー」においては、DJ Clue remixというリミックスをレコーディングし、プロデューサーにDJ Clueを、ゲストにラッパーのジェイダキスとスタイルズ・Pを迎えて製作した。更にPeter Rauhofer Reconstruction Mix並びにAtlantic Soul Vocal Mixといった他のリミックスも製作された。
これらのリミックスは2005年にダウンロード販売され、Atlantic Soul Mixに至っては2005年8月6日付のダンスチャートHot Dance Club Playで1位を、DJ Clue remixに至ってはHot Digital Tracksチャートで最高5位を記録している。

## 評価
「ウィ・ビロング・トゥゲザー」は、ファンは勿論のこと、批評家のあいだでもマライアのキャリアにおける代表曲のひとつとして認められている。また昨今の全てのポップシングルの中で最も成功を収めた楽曲のひとつとなっただけでなく、批評家からも批評的に賞賛された。

### 批評的な反応
明らかに近年のマライアのシングルとは異なったこの楽曲「ウィ・ビロング・トゥゲザー」は、マライアの2002年のスタジオ・アルバム『チャームブレスレット』でマライアの特徴的な音域とパワーは失われたと示唆していた多くの批評家から「カムバック」と喝采を得た。ニューヨーク・タイムズのKelefa Sannehは、“マライアがこの楽曲でみせた斬新な歌唱スタイルは楽曲に推進力を与えている”と批評した。同様に、ビルボード誌とメトロタイムスのジョニー・ロフタスはこの楽曲に対し、“完璧”“最高”“洗練されている”といった賞賛の言葉を並べた。また2006年には、「ウィ・ビロング・トゥゲザー」はグラミー賞の「最優秀女性R&Bヴォーカルパフォーマンス」並びに「最優秀R&Bソング」、ASCAP Pop Music AwardsとBMI Urban Music Awardsの「年間最優秀楽曲賞」、Vibe AwardとSoul Train Awardの「最優秀R&Bソング」を含むいくつかの音楽賞で受賞を果たしている。
この楽曲はファンや多くの批評家から評判が良い一方、反マライア姿勢を崩さないUK MusicのHelen Duongは“何とか聞くに堪えうる曲”と一蹴した。また、Virgin.netの批評家は“退屈で陳腐、そして平凡な曲”と批評した。

### 世間的な反応
過労、神経衰弱による入院騒動を始めとした様々なゴシップ報道、主演映画『グリッター』並びに同映画サウンド・トラックアルバムの大コケ、それらに伴う移籍したばかりのEMI傘下のヴァージン・レコードからの契約破棄など、2001年から2003年にかけてマライアは不運に見舞われ、結果彼女の人気は大幅に低下した。そして、多くの人々が「彼女の歌手生命は終わった」「マライアはキャリア最大の危機に直面している」といった見方をしていた。
しかしながら、その後北アメリカのラジオ局で2005年3月26日よりこの楽曲のラジオエアプレイが開始されると、「ウィ・ビロング・トゥゲザー」は大量オンエアを記録し、特大ヒットとなった。この楽曲はアメリカ合衆国のチャート組織ビルボードによる総合シングルチャートBillboard Hot 100において、2005年4月16日付のチャートで81位で初登場し、その後14週にわたって1位を記録。ブラックミュージックの主要チャートHot R&B/Hip-Hop Singles & Tracksにおいても、14週連続で1位を獲得した。なかでも、2005年8月6日付のチャートでは、Hot 100、Hot 100 Airplay、Hot R&B/Hip-Hop Singles & Tracks、Hot R&B/Hip-Hop Airplay、Pop 100 Airplay、the Mainstream Top 40、Rhythmic Top 40、Hot Dance Music/Club Play、Hot Ringtonesと9つものチャートの第1位を同時に独占するというビルボード史上初の快挙も達成した。なおこの1週前には、ビルボードの8つのチャートで同時に第1位を獲得している。 またエアプレイ調査会社Mediabaseとニールセン・BDSは「ウィ・ビロング・トゥゲザー」がアメリカ合衆国においていくつかのエアプレイ数記録を塗り替えたとし、1日のエアプレイ数と1週間のエアプレイ数がそれぞれBDS史上最大の3120万回、2億1210万回を記録したと発表した。ビルボードの2005年の年間シングルチャートでは、「ウィ・ビロング・トゥゲザー」はマライアの音楽キャリア史上初となる年間チャート第1位に選出された。
この楽曲は、アメリカ合衆国以外の国の音楽市場でも成功を収めている。オーストラリアのチャートでは初登場1位となり、2週にわたって連続1位を記録した。更にニュージーランドのシングルチャートとカナダのエアプレイチャートでは3週にわたり2位を記録した。プロモーション活動に最も力を入れたイギリスでは、2パックの「ゲットー・ゴスペル」のDLセールス39,436ユニットにわずか392の差で敗れ、2位となった。大陸ヨーロッパではスペイン、アイルランド、オランダ、デンマーク、スイスでトップ5入り、ノルウェーでトップ10入り、フランス、ベルギー、スウェーデン、ドイツでトップ20入りと並のヒットとなった。

この楽曲、また収録アルバムの特大ヒットをもってマライアは復活を果たし、低迷期は終わりを告げることとなった。

## ミュージック・ビデオ
この楽曲のミュージック・ビデオはブレット・ラトナー（『ラッシュ・アワー』、『レッド・ドラゴン』）が監督を担当し、撮影はビバリーヒルズにて行われた。このビデオは、アルバム『MIMI』からのファーストシングル/楽曲「イッツ・ライク・ザット」のビデオの続編となっている。
続編の前作「イッツ・ライク・ザット」のビデオでは、マライアの演じる主人公の女性が結婚式の前夜、バチェロレッテ・パーティーでウェントワース・ミラー（『プリズン・ブレイク』）演じる元恋人と再開するシーンで物語は終わる。このビデオではその翌日にあたる、結婚式当日の様子が描かれている。このビデオの中でマライア演じる主人公はエリック・ロバーツ演じる金持ちの現在の恋人とのあいだで結婚式をあげる予定であるが、式会場に元恋人が現れ、結果、主人公は元恋人を選び駆け落ちをする。
ビデオのテーマは「ウェディング」で、このテーマにあわせマライアはビデオ中でウェディングドレスを着て、花嫁姿を披露している。ビデオ中で使用したドレスは過去の夫トミー・モトーラとの結婚式の際に実際に使用されたもので、ヴェラ・ウォンによるもの。その値段は3万ドルにものぼる。
なお、このビデオの編集作業は日本へのアルバムプロモーションでの訪日期間中、その合間をぬって行われた。
このビデオは、2005年のMTV Video Music Awardsにて、「Best R&B Video」と「Best Female Video」の2部門にノミネートされた。

## 規格と収録曲
- アメリカ合衆国  プロモ12インチ・レコード（カタログ番号:ISLR 16344-1）[42]

A面
1. ウィ・ビロング・トゥゲザー (Peter Rauhofer Reconstruction Mix)

B面
1. ウィ・ビロング・トゥゲザー (Atlantic Soul Vocal Mix)

- イギリス 2曲入り(UK CD1)（カタログ番号:9883481）[43]/ ヨーロッパ CDシングル（カタログ番号:98833209） / カナダ シングル

1. ウィ・ビロング・トゥゲザー (Main version)
2. ウィ・ビロング・トゥゲザー (Remix feat. Jadakiss and Styles P)

- イギリス CDマキシ・シングル(UK CD2)（カタログ番号:9883483）[44]

1. ウィ・ビロング・トゥゲザー (Main version)
2. ウィ・ビロング・トゥゲザー (Reconstruction Radio Mix)
3. ウィ・ビロング・トゥゲザー(Reconstruction Club Mix)
4. ウィ・ビロング・トゥゲザー (Atlantic Soul Vocal)
5. ウィ・ビロング・トゥゲザー (Atlantic Soul instrumental)

- イギリス 12インチ・レコード（カタログ番号:9883354）[45]

A面
1. ウィ・ビロング・トゥゲザー (Main version)
2. ウィ・ビロング・トゥゲザー (Remix feat. Jadakiss and Styles P.)

B面
1. イッツ・ライク・ザット (Main version)
2. ウィ・ビロング・トゥゲザー (Reconstruction Radio Mix)

- オーストラリア CDシングル（カタログ番号:9883428）[46]

1. ウィ・ビロング・トゥゲザー (Main Version)
2. ウィ・ビロング・トゥゲザー (Reconstruction Radio Mix)
3. イッツ・ライク・ザット (Remix feat.Fat Joe)

- タイ王国 CDシングル（カタログ番号:9883318）

1. ウィ・ビロング・トゥゲザー (Main Version)
2. ウィ・ビロング・トゥゲザー (Reconstruction Radio Mix)
3. ウィ・ビロング・トゥゲザー (Reconstruction Club Mix)
4. ウィ・ビロング・トゥゲザー (Atlantic Soul Radio Edit)
5. ウィ・ビロング・トゥゲザー (Atlantic Soul Vocal)
6. ウィ・ビロング・トゥゲザー (Atlantic Soul Instrumental)

- ドイツ (GER CD1)（カタログ番号:9883319）[47] / ニュージーランド（カタログ番号:9883319） / ヨーロッパ CDシングル（カタログ番号:98833193）

1. ウィ・ビロング・トゥゲザー (Main version)
2. ウィ・ビロング・トゥゲザー (Reconstruction Radio Mix)
3. イッツ・ライク・ザット (Remix Album Version feat. Fat Joe)
4. ウィ・ビロング・トゥゲザー (Music Video)

- ドイツ CDシングル (GER CD2)（カタログ番号:9883320）[48]

1. ウィ・ビロング・トゥゲザー (Main version)
2. ウィ・ビロング・トゥゲザー (Ultra Album version)

- 日本 CDマキシ・シングル（品番:UICL-5019）[49]

1. ウィ・ビロング・トゥゲザー (Main version)
2. ウィ・ビロング・トゥゲザー (Instrumental)

- 日本 プロモCD・シングル（品番:SIC-1194）

1. ウィ・ビロング・トゥゲザー (Main version)

- ブラジル CDシングル（カタログ番号:2802783）

1. ウィ・ビロング・トゥゲザー (Main Version)
2. イッツ・ライク・ザット (Music Video)
3. ウィ・ビロング・トゥゲザー (Music Video)

- メキシコ CDシングル（カタログ番号:CDP 201659）

1. ウィ・ビロング・トゥゲザー (Main Version)
2. ウィ・ビロング・トゥゲザー (Reconstruction Radio Mix)
3. ウィ・ビロング・トゥゲザー (Atlantic Soul Radio Edit)
4. ID Radio Mariah Carey

- デジタルEP

1. ウィ・ビロング・トゥゲザー (Remix) (feat. Jadakiss and Styles P) - 4:27
2. ウィ・ビロング・トゥゲザー (Peter Rauhofer Reconstruction Mix) - 9:31
3. ウィ・ビロング・トゥゲザー (Peter Rauhofer Radio Mix) - 4:08
4. ウィ・ビロング・トゥゲザー (Peter Rauhofer Club Mix) - 9:41
5. ウィ・ビロング・トゥゲザー (Atlantic Soul Vocal Mix) - 7:25
6. ウィ・ビロング・トゥゲザー (Atlantic Soul Radio Mix) - 4:22
7. ウィ・ビロング・トゥゲザー (Atlantic Soul Instrumental) - 7:24

## 公式ヴァージョン
- ウィ・ビロング・トゥゲザー (Main version)
- ウィ・ビロング・トゥゲザー (Instrumental)[49]
- ウィ・ビロング・トゥゲザー (Ultra Album version)[50]
- ウィ・ビロング・トゥゲザー (Original Radio Edit)
- ウィ・ビロング・トゥゲザー (Atlantic Soul instrumental)
- ウィ・ビロング・トゥゲザー (Atlantic Soul Radio Edit)
- ウィ・ビロング・トゥゲザー (Atlantic Soul Vocal Mix)
- ウィ・ビロング・トゥゲザー (DJ Clue Remix feat. Jadakiss and Styles P)
- ウィ・ビロング・トゥゲザー (DJ Clue Remix feat. Jadakiss and Styles P instrumental)
- ウィ・ビロング・トゥゲザー (Peter Rauhofer Reconstruction Mix)
- ウィ・ビロング・トゥゲザー (Atlantic Soul Vocal Mix)
- ウィ・ビロング・トゥゲザー (Reconstruction Radio Mix)
- ウィ・ビロング・トゥゲザー (Reconstruction Club Mix)

## カヴァー
レゲトン歌手アダーサは、彼女のセルフタイトルアルバムの中でカヴァーした。このヴァージョンでは、バチャータの要素を含むアレンジが施されている。その他、エスミー・デンターズ、リジン・ベラスケス、Nina Girado、カイラによってカヴァーされている。

## 参加ミュージシャンとクレジット
- メイン/リードボーカル — マライア・キャリー
- キーボード — Loris Holland
- ドラム — Charles Draiton
- エンジニア — Brian Garten, John Horesco IV
- アシスタント・エンジニア — Tadd Mingo
- オーディオ・ミキシング — Phil Tan
- マスター・レコーディング — Herb Powers

## リリース日一覧
| 国                     | リリース日    |
| ---------------------- | ------------- |
| アメリカ合衆国、カナダ | 2005年3月22日 |
| 日本                   | 2005年6月15日 |
| オーストラリア         | 2005年6月20日 |
| イギリス               | 2005年7月4日  |
| ドイツ                 | 2005年8月2日  |

## チャート
| チャート（2005年）                              | 最高順位 |
| ----------------------------------------------- | -------- |
| アイルランド･シングルチャート                   | 3        |
| アメリカ合衆国・Billboard Hot 100               | 1        |
| アメリカ合衆国・Billboard Pop 100               | 1        |
| アメリカ合衆国・Billboard Hot R&B/Hip-Hop Songs | 1        |
| アメリカ合衆国・Billboard Mainstream Top 40     | 1        |
| アメリカ合衆国・Billboard Rhythmic Top 40       | 1        |
| アメリカ合衆国・Billboard Hot Dance Club Play   | 1        |
| イギリス・シングルチャート                      | 2        |
| イタリア・シングルチャート                      | 25       |
| オーストラリア・ARIAシングルチャート            | 1        |
| オランダ・シングルチャート                      | 2        |
| カナダ・BDSエアプレイチャート                   | 1        |
| クロアチア・シングルチャート                    | 1        |
| スイス・シングルチャート                        | 4        |
| デンマーク・シングルチャート                    | 3        |
| ドイツ・シングルチャート                        | 11       |
| ニュージーランド・RIANZシングルチャート         | 2        |
| ノルウェー・シングルチャート                    | 9        |
| フィリピン・シングルチャート                    | 1        |
| フランス・シングルチャート                      | 12       |
| 南アフリカ共和国・シングルチャート              | 1        |
| Euro200                                         | 4        |
| ユナイテッド・ワールドチャート                  | 1        |

| 先代 グウェン・ステファニー 「ホラバック・ガール」                         | アメリカ合衆国・Billboard Hot 100 第1位 （1度目） 2005年6月4日 - 2005年6月25日    | 次代 キャリー・アンダーウッド 「Inside Your Heaven」                          |
| 先代 ボビー・ヴァレンティノ 「スロー・ダウン」                             | アメリカ合衆国・ビルボードHot R&B/Hip-Hop Songs 第1位 2005年6月4日 - 2005年9月3日 | 次代 バウ・ワウ featuring シアラ 「Like You」                                 |
| 先代 バックストリート・ボーイズ 「インコンプリート」                       | オーストラリア・ARIAシングルチャート 第1位 2005年6月26日 - 2005年7月3日           | 次代 エイコン 「ミスター・ロンリー」                                          |
| 先代 キャリー・アンダーウッド 「Inside Your Heaven」                       | アメリカ合衆国・Billboard Hot 100 第1位 （2度目） 2005年7月9日 - 2005年9月10日    | 次代 「ゴールド・ディガー」 カニエ・ウェスト featuring ジェイミー・フォックス |
| 先代 ボー・バイス 「Inside Your Heaven」                                   | アメリカ合衆国・Billboard Pop 100 第1位 2005年7月16日 - 2005年7月30日             | 次代 プッシーキャット・ドールズ featuring バスタ・ライムス 「ドンチャッ!」    |
| 先代 プッシーキャット・ドールズ featuring バスタ・ライムス 「ドンチャッ!」 | アメリカ合衆国・ビルボードHot Dance Airplay 第1位 2005年8月6日 - 2005年8月15日    | 次代 プッシーキャット・ドールズ featuring バスタ・ライムス 「ドンチャッ!」    |
| 先代 ゴリラズ 「Feel Good Inc.」                                           | ユナイテッド・ワールドチャート 第1位 2005年8月20日 - 2005年9月17日                | 次代 プッシーキャット・ドールズ featuring バスタ・ライムス 「ドンチャッ!」    |
| 先代 アッシャー featuring リル・ジョン and リュダクリス 「Yeah!」          | アメリカ合衆国・Billboard Hot 100 年間シングルチャート第1位 2005年                | 次代 ダニエル・パウター 「バッド・デイ〜ついてない日の応援歌」                |